# Lista najwyższych budynków w Walencji

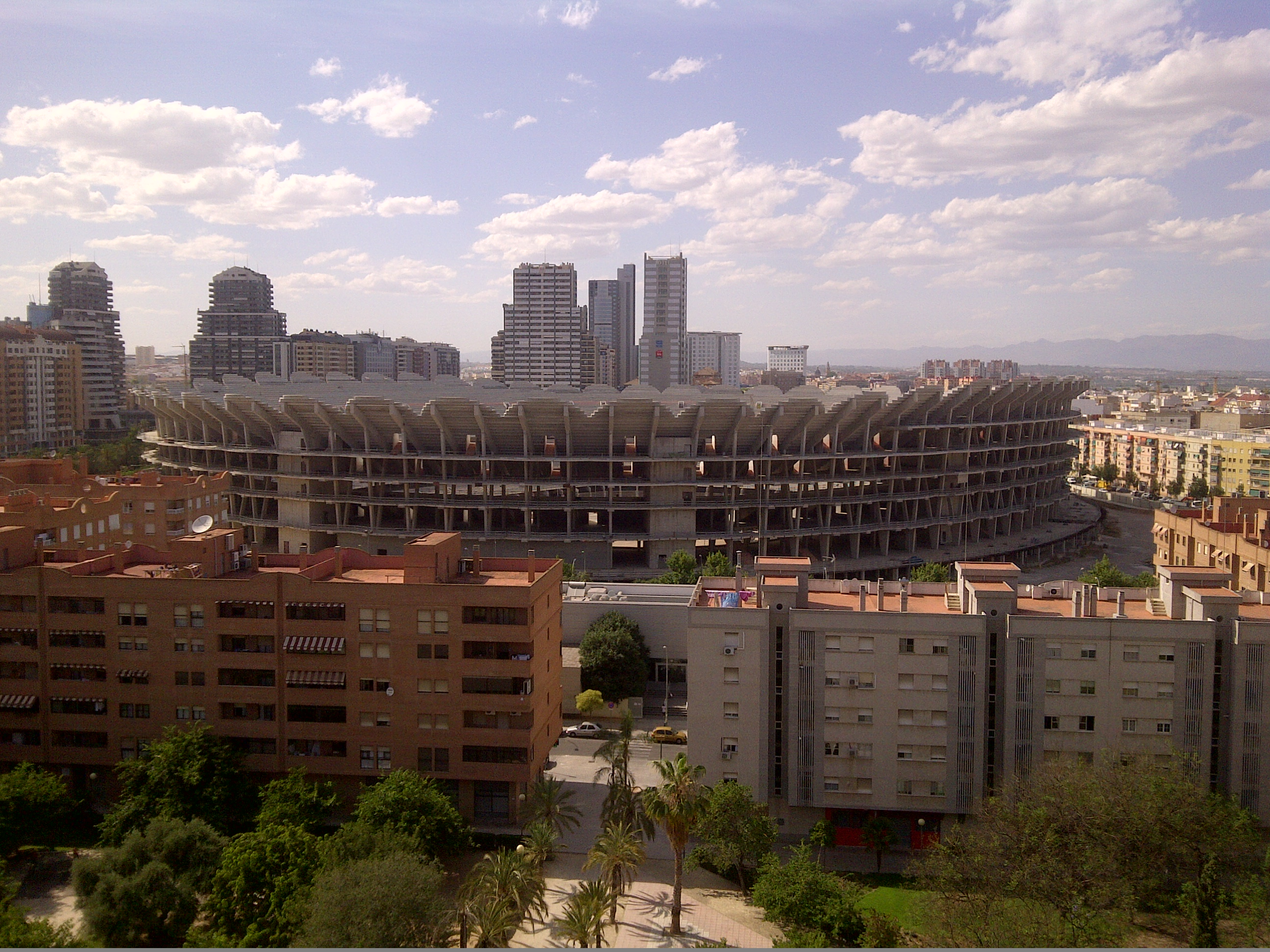
Wieżowce w rejonie alei Avenida de las Cortes Valencianas.

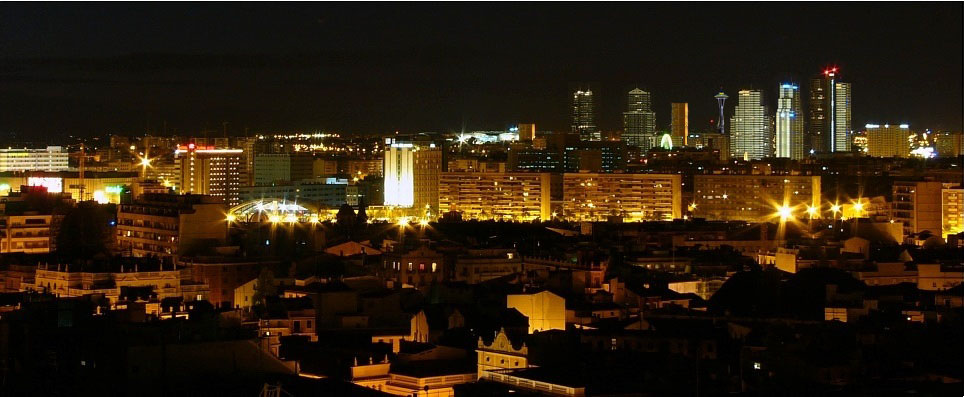
Niektóre wieżowce w Walencji nocą

Walencja jest trzecim co do wielkości miastem Hiszpanii. Znajdują się tutaj trzy wieżowce powyżej 100 metrów wysokości oraz ok. 20 budynków pomiędzy 70 i 100 metrów wysokości.

## Najwyższe budynki
| Nr    | Nazwa                               | Zdjęcie | Wysokość | Piętra | Rok budowy | Użycie          | Źródła        |
| ----- | ----------------------------------- | ------- | -------- | ------ | ---------- | --------------- | ------------- |
| 1     | Hilton Valencia                     |         | 117      | 35     | 2006       | Hotel           | [ 1 ] [ 2 ]   |
| 2     | Torre de Francia                    |         | 115      | 35     | 2002       | Apartamentowiec | [ 3 ] [ 4 ]   |
| 3     | Torre Ikon                          |         | 110      | 29     | 2022       | Apartamentowiec | [ 5 ] [ 6 ]   |
| 4     | Aqua Multiespacio                   |         | 95       | 22     | 2006       | Biura           | [ 7 ] [ 8 ]   |
| 5-8   | Torres Llaves de Oro 1              |         | 90       | 26     | 2003       | Apartamentowiec | [ 9 ] [ 10 ]  |
| 5-8   | Torres Llaves de Oro 2              |         | 90       | 26     | 2003       | Apartamentowiec | [ 11 ] [ 12 ] |
| 5-8   | Ademuz 1                            |         | 90       | 26     | 2003       | Apartamentowiec | [ 13 ] [ 14 ] |
| 5-8   | Ademuz 2                            |         | 90       | 24     | 2003       | Hotel           | [ 15 ] [ 16 ] |
| 9     | Edificio Oceanis                    |         | 85       | 22     | 2010       | Apartamentowiec | [ 17 ] [ 18 ] |
| 10    | Finca de hierro (Edificio Garcerán) |         | 85       | 22     | 1962       | Apartamentowiec | [ 19 ] [ 20 ] |
| 11    | Edificio Navis                      |         | 80       | 22     | 2009       | Apartamentowiec | [ 21 ] [ 22 ] |
| 12-13 | Edificio Politaria A                |         | 77       | 20     | 1999       | Apartamentowiec | [ 23 ] [ 24 ] |
| 12-13 | Edificio Politaria B                |         | 77       | 20     | 1999       | Apartamentowiec | [ 25 ] [ 26 ] |
| 14    | Calle General Urrutia 65            |         | 77       | 20     | 1997       | Apartamentowiec | [ 27 ] [ 28 ] |
| 15    | Edificio El Bachiller 31            |         | 77       | 20     | 1970       | Apartamentowiec | [ 29 ] [ 30 ] |
| 16    | Torres Oceanográficas               |         | 73       | 21     | 2000       | Apartamentowiec | [ 31 ] [ 32 ] |
| 17-18 | Torre Alameda A                     |         | 73       | 21     | 1999       | Apartamentowiec | [ 33 ] [ 34 ] |
| 17-18 | Torre Alameda B                     |         | 73       | 21     | 1999       | Apartamentowiec | [ 33 ] [ 34 ] |
| 19    | Torre del Sol                       |         | 71       | 20     |            | Apartamentowiec | [ 35 ] [ 36 ] |
| 20    | Edificio Gulliver                   |         | 70       | 20     | 1999       | Apartamentowiec | [ 37 ] [ 38 ] |
| 21-24 | Torre Ciudad de las Ciencias A      |         | 70       | 20     | 1996       | Apartamentowiec | [ 39 ] [ 40 ] |
| 21-24 | Torre Ciudad de las Ciencias B      |         | 70       | 20     | 1996       | Apartamentowiec | [ 41 ] [ 42 ] |
| 21-24 | Torre Ciudad de las Ciencias C      |         | 70       | 20     | 1998       | Apartamentowiec | [ 43 ] [ 44 ] |
| 21-24 | Torre Ciudad de las Ciencias D      |         | 70       | 20     | 1998       | Apartamentowiec | [ 45 ] [ 46 ] |